# Cięcie poziomicowe
Cięcie poziomicowe (warstwicowe) – znormalizowany  dla danej mapy i skali odstęp pomiędzy kolejnymi warstwicami podstawowymi (zasadniczymi).
Według obowiązujących standardów technicznych w geodezji, dla mapy w skali 1:500 cięcie warstwicowe wynosi 0,5 m.